# IP-Core
Als IP-Core (von englisch intellectual property core, oder auch als IP-Block) wird in der Mikroelektronik ein vielfach einsetzbarer, vorgefertigter Funktionsblock eines Chipdesigns (im Sinne von Bauplänen oder Schaltungsentwurf) in der Halbleiterindustrie bezeichnet. Dieser enthält das geistige Eigentum (englisch intellectual property) des Entwicklers oder Herstellers und wird in der Regel lizenziert bzw. hinzugekauft, um es in ein eigenes Design zu integrieren.

## Geschäftsmodell
Unternehmen wie Arm und MIPS Technologies (Prozessoren), Imagination Technologies (Grafikkerne) oder CEVA (digitale Signalprozessoren) haben sich darauf spezialisiert, Teile oder auch ganze integrierte Schaltkreise zu entwerfen und Lizenzen dieser Designs zu verkaufen. Chiphersteller erweitern die lizenzierten Kerne dann meist um zusätzliche Peripheriekomponenten wie Grafikkerne, Analog-Digital-Umsetzer sowie standardisierte Schnittstellen, um ein System-on-a-Chip für einen spezifischen Anwendungsfall zu entwickeln. Der Lizenznehmer verringert dabei durch den Einkauf vielfach getesteter Standarddesigns sein Risiko sowie die Entwicklungszeit und vereinfacht bei der Lizenzierung von Prozessoren auch die Softwareentwicklung. Je nach Anwendungsfall können die IP-Cores dabei als ASIC gefertigt oder, bei kleineren Designs und für Prototypen, als Konfiguration in einen FPGA geladen werden (s. u.).
Verwandt mit dieser in Hardware implementierbaren IP ist die „verification IP“. Dies sind wiederverwendbare Softwarekomponenten, die zur Verifikation von Hardware und insbesondere Hardware-IP-Cores eingesetzt werden.

## IP-Cores bei ASICs

### Soft-IP-Core
Ein Soft-IP-Core existiert in Form von Quellcode in einer speziellen Hardwarebeschreibungssprache wie Verilog oder VHDL.
Er kann auch als bereits vom Hersteller synthetisierte Netzliste, also als textuelle Beschreibung eines Schaltplanes, vorliegen; man spricht in diesem Fall von Firm-IP-Cores. Bei kommerziellen IP-Cores oder IP-Cores mit Verfahrensgeheimnissen kann die Netzliste auch in verschlüsselter Form vorliegen.

### Hard-IP-Core
Ein Hard-IP-Core ist ein Block mit bereits fertiggestelltem Layout. Somit kann der Nutzer kaum oder keine Änderungen an der IP vornehmen und ist an einen Prozess gebunden. Zum Schutz von Verfahrensgeheimnissen erhält ein Nutzer häufig nur eine Black-Box-Darstellung eines gekauften Hard-IP-Cores. Der Inhalt ist dann nur der Foundry bzw. einem Dienstleister bekannt, der das Layout des Chips fertigstellt. Analoge Schaltungen sind immer als Hard-IP realisiert.

## IP-Cores bei FPGAs

### Soft-Cores
Soft-Cores liegen als Quellcode oder in Form einer Netzliste vor und werden im frei programmierbaren Bereich eines FPGAs implementiert. Sie entsprechen somit der Soft-IP bei ASICs.
Ein IP-Core, der im Quellcode vorliegt, kann sowohl für FPGAs als auch für ASICs benutzt werden. Dagegen können in Form einer Netzliste vorliegende Soft-Cores nur mit einem spezifischen FPGA-Modell benutzt werden. Daher gibt es häufig IP-Core-Generatoren, mit denen der Anwender Netzlisten für die verschiedenen FPGA-Modelle eines Herstellers generieren kann.
Typische Beispiele für Soft-Cores sind auf die jeweilige FPGA-Architektur optimierte Prozessorkerne, wie der Nios II von Altera oder der MicroBlaze von Xilinx, welche samt ihren Programmen bei Bedarf in das FPGA integriert werden. Eine weitere Klasse sind Schnittstellencontroller für Busse wie SPI und I2C, aber auch Controller zum Ansteuern externer DRAM-Speichermodule.

### Hard-Cores
Hard-Cores sind als fertige Schaltung herstellerseitig unveränderbar in den Chip des FPGAs integriert.
Ihr Vorteil ist, dass sie weniger Chipfläche belegen und meist auch schneller arbeiten können als mit frei programmierter Logik implementierte Soft-Cores.
Nachteilig ist die Unmöglichkeit, eigene Adaptionen anzubringen oder eine Portierung (Migration) zu anderen Logikfamilien durchzuführen, die nicht über die meist sehr spezifischen Hard-Cores verfügen. So enthalten die meisten FPGAs dedizierte Speicherblöcke sowie fertige Multiplizierer, welche von der Synthesesoftware bei Bedarf instanziiert werden. Größere FPGAs bieten mitunter auch vollständige Prozessoren wie die PowerPC-Cores in FPGAs der Virtex-Serie von Xilinx. Zusätzlich können Schnittstellen-Controller für komplexere Schnittstellen wie Ethernet sowie SerDes für die Implementierung von Hochgeschwindigkeits-Schnittstellen wie PCI-Express und S-ATA enthalten sein.

## Wirtschaft & Markt
IP-Bausteine werden durch auf Mikroelektronik und Chipentwurf spezialisierte Unternehmen entwickelt und vermarktet. Nach Kategorisierung durch die SEMI zählt IP zur Electronic Design Automation (EDA). Anbieter von IP sind meist fabless.

### Open Source
Die 1999 gestartete Initiative OpenCores bietet verschiedene IP-Cores auf einem Repository zu verschiedenen OSS-Lizenzen, z. B. GPL, an.